# Броди (збірник)
«Броди» — збірник статей і нарисів, присвячений участі дивізії «Галичина» — майбутньої Першої Української дивізії Української Національної Армії у битві під Бродами в липні 1944. Виданий за редакцією Олега Лисяка. Перше видання збірника вийшло у Мюнхені 1951 року.

## Видання
Перше видання«Броди». Збірник статей і нарисів за редакцією О. Лисяка, — Мюнхен: Видання Братства колишніх вояків Першої УД УНА, 1951
Літературним редактором видання був Іван Кошелівець, мистецьке оформлення Мирона Левицького, картографічні роботи Юліяна Волянюка.
Перевидання в УкраїніБроди. Збірник статей і нарисів за редакцією О. Лисяка, доповнене. — Дрогобич: Видавнича фірма «Відродження», 2003. — 176 сторінок, з ілюстраціями. ISBN 966-538-136-9